# Fabrizio Bucci
Fabrizio Bucci (Roma, 19 ottobre 1979) è un attore italiano.

## Biografia
Diplomato presso l'Accademia nazionale d'arte drammatica, debutta come attore teatrale, per poi recitare anche per il cinema e soprattutto per la televisione, in varie fiction di carattere religioso: Maria Goretti, Don Bosco, San Pietro, Giovanni Paolo II, L'inchiesta, in cui interpreta Gesù, Chiara e Francesco e Paolo VI - Il papa nella tempesta.
Ha interpretato sul piccolo schermo il ruolo del co-protagonista Iacopo Vincenzi nella prima stagione di Terra ribelle, fiction della regista Cinzia TH Torrini; nella seconda stagione viene sostituito dall'attore spagnolo Iván González. Legge vari brani sugli audiolibri della collana "Phonostorie". Nel 2007 recita in mondovisione alcuni brani sacri in occasione dell'Agorà dei giovani a Loreto, alla presenza di Sua Santità Benedetto XVI.

## Teatro
- Lo zoo di vetro di Tennessee Williams, regia di E. Dal Maso (1999)
- Concerto di danze antiche e Sulle strade del Candelaio, regia di M. Grossi (1999)
- L'avventura di un povero cristiano e Kvetch, regia di M. B. Cuscona (1999)
- Agamennone di Eschilo, regia di M. Ferrero (1999)
- Retablo di Vincenzo Consolo, regia di M. Foschi (2000)
- Vettura letto Hiawatha di Thornton Wilder, regia di M. Foschi (2000)
- I cenci di A. Artaud, regia di Vania Castelfranchi (2000)
- Recitare italiano - Elaborazione drammaturgia e regia di M. Ferrero (2001)
- Hollywood di J.L. Lagarce, regia di R. Romei (2002)
- Neruda al bivio - Elaborazione drammaturgia e regia di Abel Carrizo Munoz  (2003)
- Una città che ti assomiglia, regia di Giovanni Scifoni (2007)
- Nel silenzio delle anime amanti - Attore e regista (2009)
- Fedele alla mia stella - Lettura dei testi di Alcide De Gasperi, tratto dall'omonimo audiolibro (2009)

## Filmografia

### Cinema
- Jumper - Senza confini, regia di Doug Liman (2008)
- Altromondo, regia di Fabiomassimo Lozzi (2008)
- Scusa ma ti voglio sposare, regia di Federico Moccia (2010)
- La finestra di Alice, regia di Carlo Sarti (2013)
- 80 voglia di te, regia di Andrea Vialardi e Silvia Monga (2015)

### Televisione
- Maria Goretti, regia di Giulio Base – film TV (2003) – Alessandro Serenelli
- Don Matteo – serie TV, episodio 4x11 (2003)
- Don Bosco, regia di Lodovico Gasparini – miniserie TV (2004)
- R.I.S. - Delitti imperfetti – serie TV (2005)
- Un posto tranquillo 2 – serie TV (2005)
- San Pietro, regia di Giulio Base – miniserie TV (2005) – Giovanni
- Callas e Onassis, regia di Giorgio Capitani – miniserie TV (2005)
- Giovanni Paolo II, regia di John Kent Harrison – miniserie TV (2005)
- L'inchiesta, regia di Giulio Base – miniserie TV (2006) – Gesù di Nazareth
- Pompei, regia di Giulio Base – miniserie TV (2007)
- Exodus - Il sogno di Ada, regia di Gianluigi Calderone – miniserie TV (2007)
- Chiara e Francesco, regia di Fabrizio Costa – miniserie TV (2007)
- Era mio fratello, regia di Claudio Bonivento – miniserie TV (2007)
- Colpi di sole, regia di Mariano Lamberti (2007)
- 7 vite – serie TV (2007)
- Vita da paparazzo, regia di Pier Francesco Pingitore – miniserie TV (2007)
- Raccontami – serie TV (2008)
- Paolo VI - Il papa nella tempesta, regia di Fabrizio Costa – miniserie TV (2008)
- I Cesaroni – serie TV, episodio 3x13 (2009)
- Doc West, regia di Giulio Base e Terence Hill – film TV (2009)
- Doc West - La sfida, regia di Giulio Base e Terence Hill – film TV (2009)
- Donna detective 2 – serie TV (2010)
- Terra ribelle – serie TV (2010)
- Io e mio figlio - Nuove storie per il commissario Vivaldi, regia di Cinzia TH Torrini – miniserie TV (2010)
- Rex – serie TV, episodio 3x04 (2011)
- La donna della domenica, regia di Giulio Base – miniserie TV (2011)
- La vita che corre, regia di Fabrizio Costa – miniserie TV (2012)
- Le tre rose di Eva – serie TV (2013-2015) – Filippo Sommariva
- Il restauratore – serie TV, episodio 2x03 (2014)
- Provaci ancora prof! – serie TV, 6x03 (2015)
- Bergfried, regia di Jo Bauer – film TV (2016) - Salvatore

### Cortometraggi
- Bab al samah - La porta del perdono, regia di Francesco Sperandeo (2008)
- L'ultima volta, regia di Andrea Costantini (2009)
- Il tono del bianco, regia di Maurizio Ravallese (2010)
- Solo tre passi, regia di Alessandro Coccia (2010)
- Walking with Francis, regia di Jeremy Culver (2011)
- Il colloquio, regia di Giorgia Scalia (2014)
- Lascia o ricorda, regia di Alessandro Menchi (2014)

## Programmi TV
- Buongiorno con... (2008)

## Doppiatore

### Cinema
- Channing Tatum in 10 Years

### Televisione
- Billy Postlethwaite in Chernobyl
- Ravi Naidu in Sneaky Pete
- Voce addizionale in Onimusha